# Макаби (Бней Райна)
Макаби (Бней Райна) (на иврит: מכבי בני ריינה, на арабски: مكابي ابناء الرينة) е израелски футболен клуб от град Райна. 
Арабско-израелски клуб, който се състезава в израелската висша лига и играе своите мачове на стадион „Грийн стейдиъм“ в град Ноф ХаГалил, с капацитет 5299 зрители. Основан е през 2005 година.
Прави дебютния си сезон във Висшата израелска лига през 2022/23, където завършва на 11-о място.

## Успехи
- Висша лига на Израел
  - 5-то (1): 2023/24

- Купа на Израел
  - 1/2 финалист (1): 2024/25

- Лига Леумит (Втора лига)
  -  Победител (1): 2021/22

- Лига Алеф (Трета лига)
  -  Победител (1): 2020/21